# 莱昂内·巴尔巴罗
莱昂内·巴尔巴罗（義大利語：Leone Barbaro，1993年10月20日—），意大利男子赛艇运动员。他曾代表意大利参加世界赛艇锦标赛，获得二枚金牌和一枚银牌，均来自轻量级项目。